# いたずら大作戦
『いたずら大作戦』（いたずらだいさくせん）は、1971年4月3日から同年9月25日まで日本テレビ系列局で放送されていた日本テレビ製作のバラエティ番組である。放送時間は毎週土曜 21:00 - 21:30 。

## 概要
前番組『どっきりカメラ』のリニューアル版で、同様に様々なドッキリを仕掛ける模様を放送。番組は、ドッキリで人間性を試す「いたずらテスト」、一般参加者が変装して、身内や知り合いにドッキリを仕掛ける「視聴者参加・変装大作戦」、そして芸能人が芸能人にドッキリを仕掛ける「いたずら大作戦」の3コーナーによって構成されていた。

## 司会
- 牧伸二 - 牧は1960年代後期にも『牧伸二のいたずらカメラ』という、フジテレビ平日昼のミニ番組を担当していたことがある。

## 参考資料
- 読売新聞縮刷版[どれ?]